# 탈동성애 운동

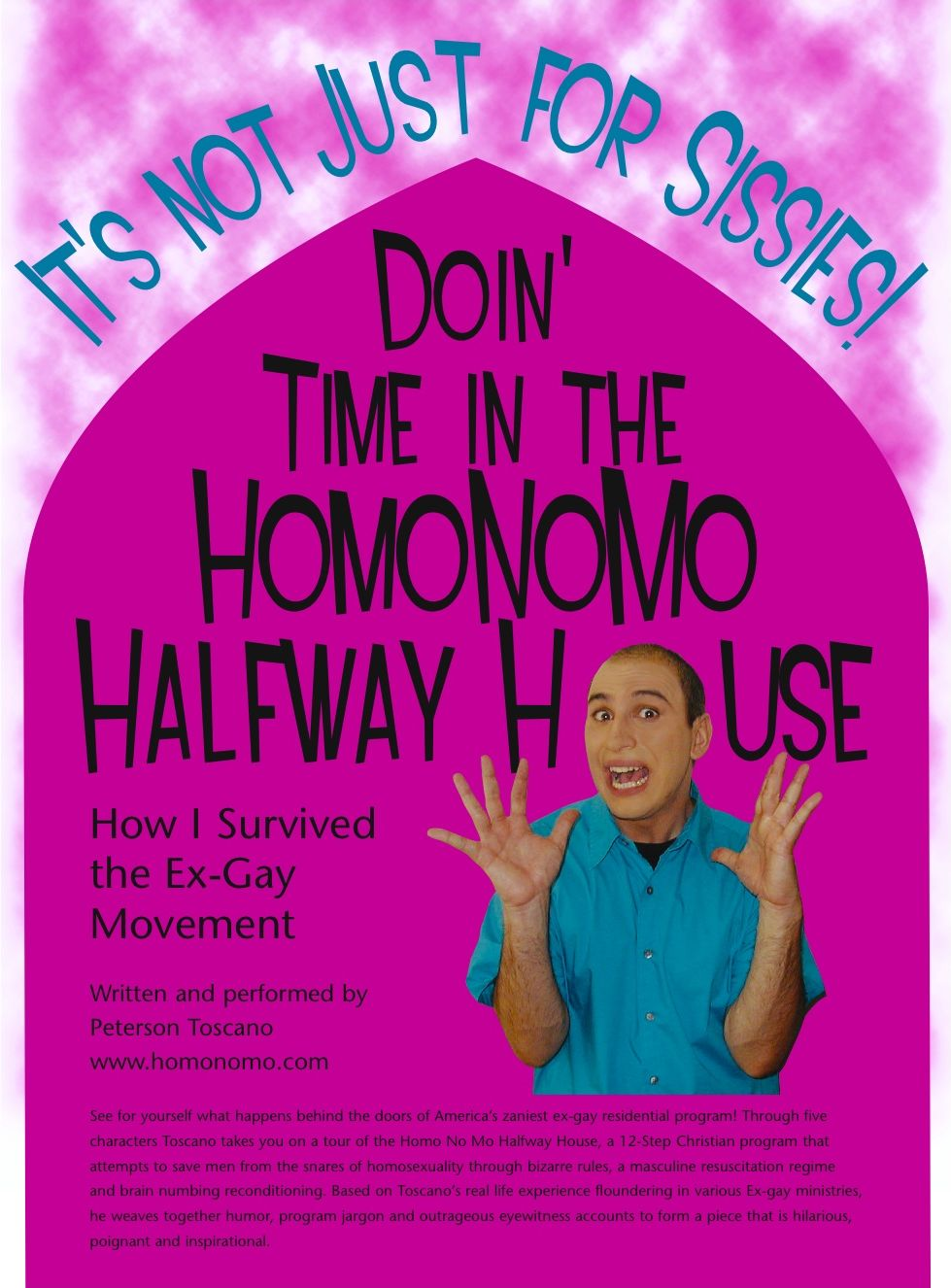

탈동성애 운동(ex-gay movement)은 특정 개인 또는 단체에 의해 다른 사람에게 동성간 관계를 시작하거나 추구하지 말라고 권하는 운동이다. 이러한 운동에는 과거 게이, 레즈비언, 또는 양성애자였으나 지금은 그렇지 않다고 주장하는 사람들이 관련되어 있는 경우가 많다. 이들은 자신들은 동성에 대한 성적 지향을 없애거나 억제할 수 있었다는 주장을 한다.

## 정의
탈동성애 운동에는 많은 단체들이 관여하고 있고 이에 따라 탈동성애의 정의도 조금씩 다르다. 동성애 치료를 목적으로 하는 단체서 부터, 보수적인 성 역할을 따르게 하는 것, 동성애 욕구를 줄이는 것, 내면의 평화를 찾는 것 등 무조건 이성애를 목표로 두고 있는 것은 아니다. 탈동성애자(ex-gay)라는 단어는 1980년 E. 맨셀 패티슨에 의해 도입되었다.
반면, 탈탈동성애자(Ex-ex-gay)는 누군가 이성애자가 된 탈동성애자라고 주장했으나 동성을 포함한 성적 지향을 가진 비이성애자임이 드러나는 경우를 말한다.

## 실체
현재 이 운동엔 많은 논란이 일고 있는데, 성공적으로 동성애자에서 이성애자로 전환되었다고 주장하거나 인용되던 인물들 중 여전히 비밀리에 동성애 관계를 유지하고 있는 것이 밝혀지거나, 전환 치료는 전혀 효과가 없어, 자신이 여전히 동성애자임을 시인하는 사람이 늘어나고 있다.
무엇보다도 학계에서는 이 운동을 근거 없다고 결론을 내린 상태다. 전세계적으로 주요 심리학, 정신의학, 사회과학계는 성소수자들 역시 건강한 정신건강과 사회관계를 함양할 수 있으며, 동성애도 이성애와 마찬가지로 지극히 정상적인 것이라 밝히고 있다. 예컨대 세계보건기구는 ICD-10을 통해 성적 지향 자체는 정신 장애로 대해져선 안 된다고 서술했다. 이들 주류 학계는 개인의 성적 지향을 인위적으로 바꿀 수 없으며, 이를 시도하는 것이 오히려 해로울 수 있다고 경고하고 있다. 특히 전미심리학회(APA)에서는 성적 지향 변화 시도 관련 논문들을 체계적으로 검토한 결과, 이러한 시도가 성공 가능성이 없으며 오히려 해를 줄 위험이 있다고 결론을 내렸다. 그러나 성적 지향을 바꾸기는 힘들어도 성적 지향 정체성을 바꿀 수는 있다. 동성애 성적 지향 정체성을 거부하는 것이 해롭다는 명백한 근거는 없으며, 일부는 그러한 선택에 만족하는 것처럼 보인다. 이는 진정한 성적 지향의 전환이 아니라, 실제로 여전히 동성애자인 사람이 자신이 동성애자가 아니라고 믿거나 규정하는 것이다.
또한 이 분야에서 유명한 기독교 비영리 단체인 엑소더스 인터네셔널의 전 회장인 제레미 마크스를 비롯한 지도자들이 "우리의 메시지를 듣고 그들의 본질적인 부분을 바꾸도록 강요당했으며, 이것이 그들 스스로와 그 가족들에게 해를 불러일으켰다"라는 문구로 시작하는 사과를 한 적이 있다. 엑소더스의 설립자 중 한 명인 마이클 부세는 2010년 4월 "나는 우리의 멤버나 엑소더스 지도자 또는 다른 엑소더스 멤버 중 이성애로 전환된 사람을 한 명도 보지 못해서 내심 진실이 아니었다는 걸 알고 있었다."고 말했다. 열렬한 반동성애 목사가 동성애자로 드러나기도 한다.

## 같이 보기
- 성적 지향
- 성적 지향 전환 시도
- 동성애 혐오
- 자아 이질적 성적지향
- 동성애 긍정적 심리치료